# Павликовский, Ян
Ян Гвальберт Павликовский пол. Jan Gwalbert Pawlikowski (18 марта 1860, Медыка — 5 марта 1939, Львов) — идеолог польской природоохраны, доктор экономики и права, публицист и общественный деятель.

## Биография
Родился в Галиции, в Медыке под Перемышлем в семье писателя Мечислава Павликовского. Преподавал в земледельческой Академии в Дублянах, руководил научно-литературным союзом во Львове. В 1912 году создал в Польше первую природоохранную организацию — секцию охраны Татры при Польском Татранском обществе. Я. Павликовский — один из организаторов Татранского национального парка, польского Госсовета по охране природы (заместитель председателя), был автором первого польского закона по охране природы, утверждённого в 1934 году.
Однако в историю Польши, как и всего европейского природоохранного движения, он вошел прежде всего как экофилософ, идеолог природоохраны. В отличие от своего немецкого современника и коллеги Гуго Конвенца, что проповедовал «музейный» охрану отдельных точечных памятников природы, Павликовская, большой поклонник Дж. Раскина, сводил заботу о родной природе, её красоте не только к науке или польских государственных интересов, а прежде всего к защите идеальных ценностей природы.
Классический труд Яна Павликовского «Культура и природа» были названы в Польше «Манифестом идеологии охраны природы», а другая его работа «О лицах земли» — «Библией польской природоохраны».
Для него охрана природы была не только проблемой биологической, но больше проблемой общественно-культурной, духовной. Вместе с тем, он не сводил её только к вопросам практических, организационных или правовых. Во многом благодаря Я. Павликовскому, любовь к природе у поляков в начале XX века стала «модой».
Огромной заслугой Павликовского в разработке идеологии природоохраны является его исследование мотивов защиты природы. До этого он, видимо, подошел одним из первых в мире. Учёный считал, что двигателем «каждого поступка есть чувство — все разумные причины второстепенные». Поэтому именно эстетические, патриотические и профилактические и иные чувства вызывают у человека желание защищать природу.
В своей классической статье «О цели и средства охраны природы», впервые опубликованной в 1919 году, и затем в 1920 году перепечатанной в польском журнале «Охрана природы», Ян Павликовский разделил природоохранные мотивы на три группы. К первой он отнес мотив эстетический, направленный на охрану красоты пейзажей. Ко второй — историко-мемориальный. «Даже легенда, „привязана“ к определённым творениям природы, таких как деревья, валуны и т.и., может дать повод к их охране». К третьей группе ученый отнес естественно-научную мотивацию.
Ян Павликовский особо подчеркивал, что не в практицизме пользы нужно искать сущность идеи природоохраны: «Если мы зададимся целью воссоздать генеалогически идеи охраны природы, неизвестно, следовало бы нам искать очень далеко или очень близко. Ведь человека с творениями природы соединяли многочисленные и различные узы, и она всегда пыталась охранять те из них, от которых была зависима. Но не там следует искать истоки идеи. Идея охраны природы начинается там, где охороняючий делает это не ради материальных целей, не ради связанной с творением природы, чуждой ему исторической или иной ценности, а ради самой природы, ради пребывания в ней идеальной ценности». Другими словами, философ призвал охранять дикую природу ради неё самой, и эту цель считал главной в природоохранных. Удивительное явление — водопад, возмущался Павликовский, измеряют в лошадиных силах и сделали предметом торга. По его мнению, сохранение участков дикой природы является накопление их ценности. Ценность такого места растет с каждым днем. Только люди понимают это слишком поздно.
Я. Павликовский обсуждает, как можно выйти из конфликтценностей природы:
Если в данном случае горная природа может служить или для удовлетворения потребностей высокого порядка или для удовлетворения потребностей низкой ценности, а один способ исключает другой, тогда для сохранения более высокой идеальной ценности горной природы следует исключить применение другого. Никто не будет из полотен Матейко шить мешки для муки.
В другой своей работе Павликовская призвал «сохранять лицо земли ради него самого, ради его собственной цены. Цена эта является цінністтю идеальной, которую только может представить человеческая культура». По его мнению, дикая природа — это свобода жизни.
Ян Павликовский писал:
Охрана природы есть сохранение лика земли, следовательно, ее красоты и самобытных черт. Это борьба с пустотой, монотонностью и скукой, которая подавляет нас, лишенная естественного очарования окрестностей. Природа является нашим общим жильем - хотим, чтобы это жилье не было постоялым двором, в котором находят временный приют бродяги, а настоящим домашним очагом, предметом привязанности и нашей опеки, объединенным с душой проживающего, связанным с ним нитью традиций. Жилье характеризует человека. Вид Земли нашей дает свидетельство духовной культуры и взаимно делает на жителя культурное влияние. 

Каков человек - такое и жилье, но какое жилье - таков и человек. Любовь к природе соединяет человека с Землей, и ведь, собственно, эта любовь является источником и одновременно плодом охраны природы. Известен тот психологический факт, что прежде всего любим то, что является предметом наших забот. 

На этом пути то отдаем часть нашей души предмета, о котором беспокоимся, соединяемся с ним моральными узами. Охрана природы - это деятельная любовь, активная, в ней эта любовь является, становится реальностью, благодаря ей усиливается. А эта любовь для природы имеет высокую моральную ценность. Укрепляет она связь солидарности со всем сущим, расширяет горизонты наших благородных чувств, является источником благородного бескорыстного удовлетворения, дает мысли покой и отдых. Если очарование природы в результате часто не влияет, то это потому, что мы не умеем смотреть на нее. Наши глаза раскрываются тогда, когда чувствуем, что обязаны смотреть. Охрана природы облагораживает не только лик Земли, она облагораживает человека (...).
По мнению экофилософа, только первозданная природа и свободная достойна любви. Экофилософ предостерегал от использования любви к природе в коммерческих целях. «Очередь наступила и для красивой, полной свежести и силы идеи любви к природе. Вынесенная на торг как мода, в жизни она привилась под двумя лозунгами: сделать природу красивой и сделать её доступнее. Сами по себе те лозунги невинны, и могли быть даже полезными, но в исполнении стали опасными и часто убийственными для идеи».
В середине 1930-х годов польское правительство решило активно развивать туризм и спорт в Татрах, где экологи мечтали создать заказники и национальные парки для сохранения остатков участков дикой природы. Однако поборникам строительства кемпингов и лыжных трасс удалось лоббировать свой проект. В знак протеста весь польский Госсовет по охране природы во главе с Я. Павликовским подал в отставку. Более того, 75-летний ученый предпринимал и другие усилия на защиту любимых его сердцу Татр — писал обращение в правительство, выступал в прессе. Однако все оказалось напрасно. Коммерческое лобби победило. От горя сердце учёного не выдержало и 5 марта 1939 года он умер во Львове. Похоронен на старом кладбище в г. Закопане, в южной Польше.

## Публикации
- Павликовский Я. Культура и природа // Про ЭКО, спецвыпуск бюлл. «Охрана дикой природы». — 1996. — № 11. — С. 38-40.
- Pawlikowski G. J. Mistyka Słowackiego. — Изд-wo: Uniwersytet Warszawski, 424 s.
- Pawlikowski J. G. Kultura a natura. — Krakow-Warszawa: Lamus, 1913.- T. 4.
- Pawlikowski J. G. O celach i srodkach ochrony przyrody // Ochrona przyrody. — 1920. — № 1. — С. 5-11.
- Pawlikowski J. G. Rzut oka na historie ochrone przyrode, jej znaczenie i sposoby realizacii // Skarby przyrody i ich ochrona. — 1932.— С. 1-15.
- Pawlikowski J. G. O lice Ziemi. — Warszawa, 1938. — 450 c.